# Wasa (poolstation)
Wasa is een Zweeds poolstation op Antarctica. Wasa ligt in Koningin Maudland, ongeveer 130 kilometer van de kust, op de nunatak Basen in de Vestfjella bergen. Het Finse poolstation Aboa ligt op slechts 200 meter afstand. Samen vormen Aboa en Wasa de Nordenskiöld Basis. De twee stations werken nauw samen.

## Doel en faciliteiten
Het Wasa poolstation wordt bediend door het Zweedse Polarforskningssekretariatet (Poolonderzoek secretariaat) en huisvest 12-16 personen. Het hoofdgebouw meet 17,5 bij 7,6 meter en is gebouwd op 1,5 meter hoge palen om opeenhoping van sneeuw te voorkomen. Het gebouw bevat vier slaapzalen, een grote keuken en een huiskamer. Er is ook een douche, sauna en wasruimte aanwezig. Het station is ontworpen om extreem energie-efficiënt te zijn, door het gebruik van zonne- en windenergie. 
Het Zweedse poolonderzoek secretariaat heeft een systeem van rupsvoertuigen, sleden en wooneenheden ontwikkeld voor de transport naar de werkplek van de wetenschappers. Sneeuwscooters worden gebruikt voor het kortere, minder omslachtige veldwerk. Wasa en de andere onderzoeksstations in Koningin Maudland zijn bereikbaar door het DROMLAN (Dronning Maud Land Air Network). 